# Wayne Weiler
Wayne Weiler, ameriški dirkač Formule 1, *9. december 1934, Arizona, Arizona, ZDA, †13. oktober 2005, Arizona, Arizona, ZDA.
Wayne Weiler je pokojni ameriški dirkač, ki je med letoma 1960 in 1961 sodeloval na ameriški dirki Indianapolis 500, ki je med letoma 1950 in 1960 štela tudi za prvenstvo Formule 1. Na svoji edini dirki Formule 1, Indianapolis 500 1960, je dosegel dvajseto mesto. Umrl je leta 2005.